# Acalypha schimpfii
Acalypha schimpfii é uma espécie de flor do gênero Acalypha, pertencente à família Euphorbiaceae.